# بافل باردو

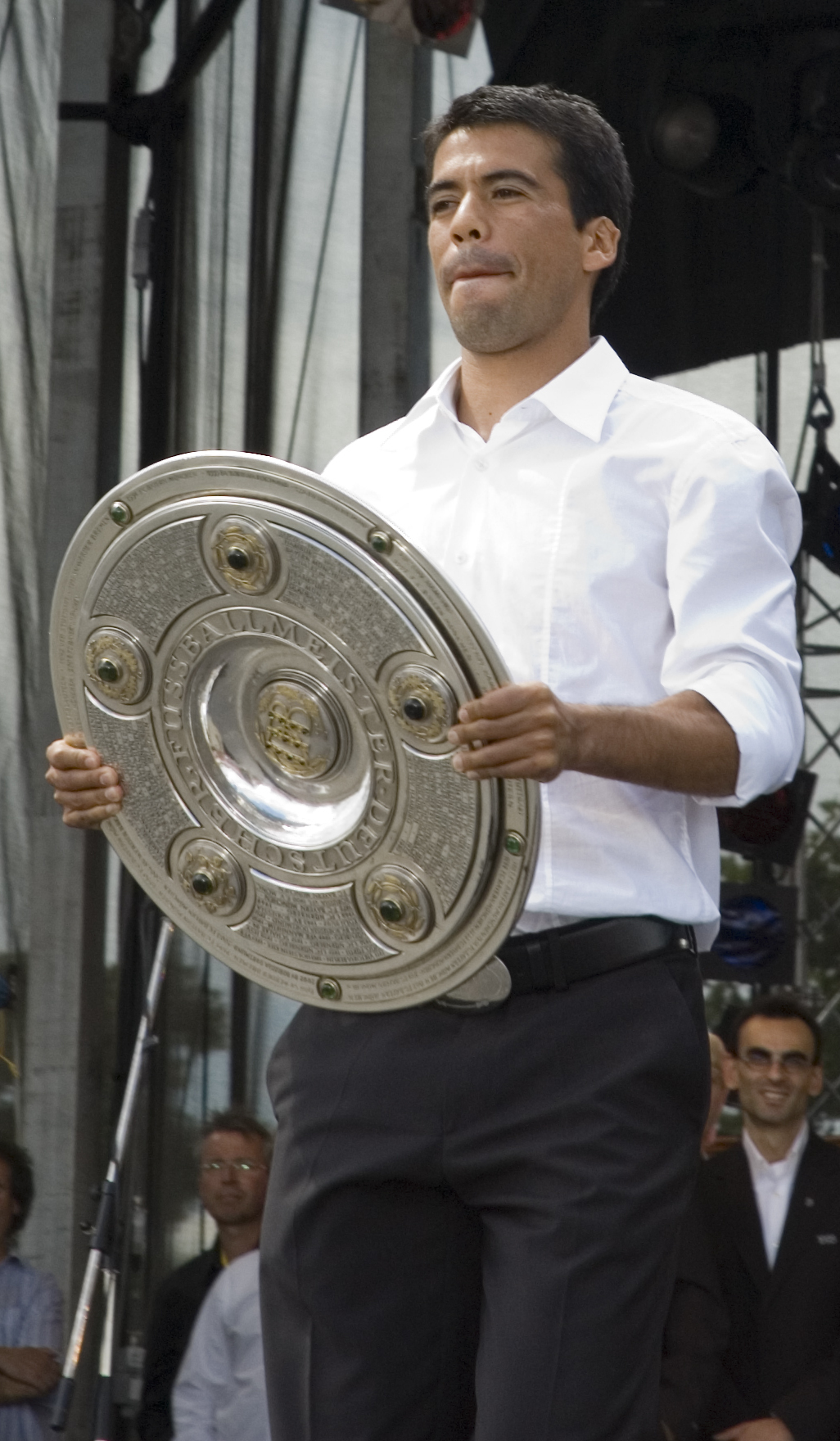
بافل باردو

بافل باردو سيغورا (بالإسبانية: Pável Pardo) (مواليد 26 يوليو 1976 في غوادالاخارا) لاعب كرة قدم مكسيكي دولي يجيد اللعب في خط الوسط . يلعب حاليا لصالح نادي أمريكا المكسيكي منذ 2009.

## مسيرته الكروية
لعب بافل باردو خلال مسيرته الاحترافية مع 5 أندية في واحد وعشرون موسمًا وسجل خلالها 41 هدفًا ضمن 584 مباراة. ولم يفز بأي موسم بالكأس وفاز في ثلاثة مواسم بالدوري.
خاض بافل باردو مسيرته مع نادي أطلس في موسم 1993–94 ليلعب معه خمسة مواسم، مشاركًا في 145 مباراة سجل خلالها 6 أهداف. ثم انتقل إلى نادي تيكوس في موسم 1998–99 لمدة موسم واحد، حيث شارك في 30 مباراة سجل خلالها 5 أهداف. لينتقل بعدها إلى نادي أمريكا في موسم 1999–00 في المرة الأولى ليلعب معه سبعة مواسم ثم في موسم 2008–09 واستمر معه طيلة ثلاثة مواسم، مشاركًا طوالها في 297 مباراة سجل خلالها 24 هدفًا. ثم انتقل إلى نادي شتوتغارت في موسم 2006–07 واستمر معه طيلة ثلاثة مواسم، مشاركًا في 71 مباراة سجل خلالها 4 أهداف. هذا وانتقل لاحقًا إلى نادي شيكاغو فاير في عامي 2011-2013 ولمدة موسمين، مشاركًا في 41 مباراة سجل خلالها هدفين.

## روابط خارجية
- بافل باردو على موقع الاتحاد الدولي (مؤرشف)  (الإنجليزية)
- بافل باردو على موقع الدوري الأمريكي (الإنجليزية)
- بافل باردو على موقع قاعدة بيانات كرة القدم.إي يو (الإنجليزية)
- بافل باردو على موقع ناشيونال فوتبول تيمز (الإنجليزية)
- بافل باردو على موقع Soccerway.com (الإنجليزية)
- بافل باردو على موقع عالم كرة القدم.نت (الإنجليزية)
- بافل باردو على موقع كووورة
- بافل باردو على موقع أوليمبيديا (الإنجليزية)